# 公平延長
《公平延長》（英語：Fair Extension）是一部由史蒂芬·金於2010年所著的中篇小說，收錄在中篇小說集《暗夜無星》內。

## 故事簡介
史崔特是一名潦倒和患有末期癌症的銀行家，有一次在回家的路上，他遇到一名神秘的商人，這名商人聲稱可以解決史崔特目前的困境。史崔特起初都不願意相信，後來經過一段時間後，史崔特深信神秘商人的能力，正式與商人交易，商人要求史崔特每年繳付一定的金額，史崔特則可以醫治癌症，而且從此過著不一樣的人生。